# Raphionacme velutina
Raphionacme velutina är en oleanderväxtart som beskrevs av Rudolf Schlechter. Raphionacme velutina ingår i släktet Raphionacme och familjen oleanderväxter. Inga underarter finns listade i Catalogue of Life.